# Résolution 287 du Conseil de sécurité des Nations unies
Membres permanents
- Chine (Taïwan)
- États-Unis
- France
- Royaume-Uni
- URSS

Membres non permanents
- Burundi
- Colombie
- Espagne
- Finlande
- Nicaragua
- Népal
- Pologne
- Sierra Leone
- Syrie
- Zambie

Résolution no 286 Résolution no 288
La Résolution 287 est une résolution du Conseil de sécurité de l'ONU votée à l'unanimité le 10 octobre 1970 concernant la république des Fidji et qui recommande à l'Assemblée générale des Nations unies d'admettre ce pays comme nouveau membre.

## Contexte historique
Ce n'est qu'au XIXe siècle que les Européens colonisèrent ces îles pour les occuper de manière permanente.

En 1874, les îles furent sous contrôle britannique.

L'indépendance fut accordée en 1970. (Issu de l'article Fiji).
À la suite de cette résolution ce pays est admis à l'ONU le 13 octobre 1970,.

## Texte
- Résolution 287 Sur fr.wikisource.org
- Résolution 287 Sur en.wikisource.org